# Дискуссионное общество Оксфордского университета
Дискуссионное общество Оксфордского университета (на английском называющееся Oxford Union) — это студенческое сообщество дебатов в Оксфорде, члены которого, в основном, являются студентами Оксфордского университета. Основано в 1823 году, является одним из старейших студенческих сообществ Великобритании и одним из самых престижных частных студенческих сообществ в мире. Дискуссионное общество Оксфордского университета существует независимо от Оксфордского университета и раздельно от Оксфордского студенческого профсоюза.
Дискуссионное общество Оксфордского университета имеет традицию принимать в гостях самых выдающихся представителей политики, образования и популярной культуры, среди которых были президенты Америки Рональд Рейган, Джимми Картер, Ричард Никсон и Билл Клинтон, британские премьер-министры Уинстон Черчилль, Маргарет Тэтчер, Дэвид Кэмерон и Тереза Мэй, Пакистанский премьер-министр Хана Имрана, активисты Малкольма Экс, Далай-лама и мать Тереза, актёр Морган Фриман, музыканты Элтона Джон и Майкл Джексон, спортсмены Диего Марадона, Мэнни Пакьяо, и многие другие.

## Статус и членство
Исторически Оксфордский университет запрещал младшим членам (так называются студенты университета) обсуждать некоторые темы (например, теологию). Хотя такие запреты были убраны, Дискуссионное сообщество Оксфордского университета остаётся независимым от университета и должно оставаться независимым согласно своей конституции.
Только члены Оксфордского университета могут стать пожизненными членами сообщества, но студенты некоторых других образовательных учреждений могут стать членами сообщества на время их пребывания в Оксфорде, например, студенты следующих учреждений:
- Магна Карта Колледж ;
- Университет Оксфордшир Брукс ;
- Оксфорский центр изучения ислама ;
- Оксфордский центр изучения иврита и еврейский исследований ;
- Рипонский колледж, Кудесдон ;
- Рускин колледж ;
- Программа Сары Лоуренс.

Короткое членство также доступно для тех, кто участвует в программах по обмену студентов, и для работников Оксфордского университета, его колледжей или постоянных частных учебных заведений permament private hall. Членство по месту жительства доступно для жителей Оксфорда, но только если его одобрит полное собрание офицеров сообщества.
Здания Дискуссионного сообщества Оксфордского университета принадлежат отдельному благотворительному фонду "Оксфордский книжный и дебатёрский траст".

## Здания сообщества
Здания Дискуссионного сообщества Оксфордского университета находятся на Frewin Court, Cornmarket Street и на St Michael's Street. Оригинальные здания сообщества были спроектированы Бенджамином Вудвордом и открыты в 1857 году. Вскоре сообщество переросло эти здания, и им пришлось расшириться. Они заказали проектировку открытой палаты дебатов в садах Альфреду Уотерхаузу в 1879 году. Это было примерно спустя десять лет после завершения строительства владений Кембриджского дискуссионного клуба, которые также были спроектированы Уотерхаузом, из-за чего внешний вид зданий очень схож.
Оригинальная палата дебатов Вудварда теперь называется "Старая библиотека". "Старая библиотека" больше всего известна благодаря её прерафаэлитским картинам авторства Д.Г. Россетти, Эдварда Бёрн-Джонса, и Уильяма Морриса, которые приобрели название "Фрески Дискуссионного сообщества Оксфордского университета". Нынешняя палата дебатов и несколько других расширений основных зданий были добавлены в течение последующих 40 лет. Последнее расширение было спроектировано в стиле неоготики и построено в 1910-1911 году. В нём находятся комната МакМиллана (столовая) и Библиотека Гудмана, под которой находится библиотечный подвал. У сообщества также есть бар на первом этаже, комната Морриса (конференц-зал), комната Снукера на втором этаже и комната с телевизором для членов сообщества на последнем четвёртом этаже среди офисов президента, библиотекаря, казначея и секретаря сообщества.
Многие комнаты в обществе названы в честь исторических личностей из прошлого общества, такие как Библиотека Гудмана с галерейными окнами и комната МакМиллана с деревянными панелями и бочковыми потолками. Здания были постепенно добавлены вместе с портретами и статуями прошлых президентов и выдающихся членов.
В Старой Библиотеке, в центре комнаты со скрытым дымоходом, находится камин редкого дизайна с лишь несколькими сохранившимися экземплярами в Англии. В Палате Дебатов находятся бюсты таких выдающихся людей как Рой Дженкинс, Эдвард Хит, Майкл Хезелтайн, Д.Н. Керзон, Уильям Гладстон. Также в Палате находится большое фортепиано, известное как "Фортепиано Бартлета- Джонса". Оно названо так в честь президента Музыкального общества Оксфордского университета, который нашёл его забытым и пыльным в шкафу в Холивелльской музыкальной комнате и отдал его в бессрочную ссуду Дискуссионному обществу Оксфордского университета. Фортепиано было представлено Владимиром Ашкенази, который отказывался играть на нём перед заполненной палатой, потому что он "не разогрелся". Почтовые ящики которые используются по сей день (деревянные вычурные ящики для важных документов) были смоделированы с почтовых ящиков палаты общин Великобритании и были установлены во время Второй мировой войны.
До 1970 годов Общество предоставляло членам обеды и ужины с официантами (full silver service), которые как и их известный бар были излюбленным местом для многих выдающихся студентов-журналистов, политиков Оксфордского университета. Быть приглашённым на приём за столом президиума, где обычно можно увидеть президента Общества, считалось кульминацией достижения в этой сфере деятельности университета. Многие люди говорили, что в обыденные дни за этим столом плелось больше планов и интриг чем в Палатах парламента во время ночи Гая Фокса. Аналогично обе библиотеки Общества широко использовались этой же кастой студентов, в основном изучающих гуманитарные науки, спешивших закончить в последнюю минуту обязательные недельные университетские эссе. Здания Общества использовались для съемок таких фильмов как "Безумие короля Георга" и "Оксфордский блюз" (1984) с Робертом Лоу.

## Дебаты
Дебаты в Обществе проходят в двух формах: соревновательные дебаты и палатные дебаты.
Соревновательные дебаты проходят в британском формате парламентских дебатов, предоставляя членам Общества мастерскую платформу для развития и практики их дебатёрских умений. Лучшие дебатёры Общества участвуют в международных турнирах, составляя конкуренцию лучшим мировым дебатёрским обществам. Дискуссионное общество Оксфордского университета регулярно занимает позицию одной из лучших команд на Мировом чемпионате по дебатам среди университетов (который они принимали у себя в 1993 году) и в Европейском чемпионате по дебатам среди университетов. Дебатёры Общества Джейсон Хяо и Ли Чин Ви - действующие чемпионы Мирового чемпионата по дебатам среди университетов.
Общество организует престижные соревнования по дебатам среди школ и университетов Oxford Schools' Debating Competition и Oxford Intervarsity Debating Competition, которые привлекают для участия школы и университеты по всему миру, а так же организуют свои внутренние турниры.
Палатные дебаты проходят каждый вечер четверга во время университетских триместров (обучение в Оксфордском университете разделено на три части, а не на два семестра). Члены Общества имеют возможность выступить с краткими речами в Палате. Следуя стилю парламента Великобритании, присутствующие члены Общества должны проголосовать за ту сторону, которую они поддерживают. Голосование происходит "ногами" - путём выхода из Палаты через дверь, справа от которой написано "Да", а слева - "Нет".

## Примечательные спикеры
Дискуссионное общество Оксфордского университета принимало в гостях многих международных, исторических личностей и знаменитостей, включая:

### Политики и активисты
- Далай-лама
- Мать Тереза
- Малкольм Икс
- Десмонд Туту
- Британские премьер-министры Уинстон Черчилль, Эдвард Хит, Маргарет Тэтчер, Джон Мейджор, Гордон Браун, Дэвид Кэмерон и Тереза Мэй
- Пакистанский премьер-министр Имран Хан
- Президенты США Ричард Никсон, Джимми Картер, Рональд Рейган, Билл Клинтон
- Американские дипломаты Джон Керри, Мадлен Олбрайт, Генри Киссинджер
- Кандидаты на пост президента США Берни Сандерс, Джон Маккейн, Ньют Гингрич
- Министр обороны США Каспар Уайнбергер
- Генеральный прокурор США Роберт Кеннеди
- Политические деятели США Стивен Бэннон, Роджер Стоун, Кори Левандовски, Омароса Маниголт
- Политики США Нэнси Пелоси и Дик Дурбин
- Британские политики Найджел Фараж и Джейкоб Рис-Могг
- Шотландский политик Алекс Салмонд
- Основатель Лига английской обороны Томми Робинсон
- Глава Ливии Муаммар Каддафи
- Лидер Шинн Фейн Джерри Адамс
- Французский политик Марин Ле Пен
- Австралийские премьер-министры Тони Абботт, Кевин Радд, Джон Говард и Малкольм Тёрнбулл
- Австралийский министр иностранных дел Гаррет Эванс
- Президент Пакистана Первез Мушарраф
- Президент Турции Реджеп Тайип Эрдоган
- Афганский президент Хамид Карзай
- Премьер-министр Новой Зеландии Дэвид Лонги
- Президент Южной Африки Фредерик Виллем де Клерк
- Премьер-министр Болгарии Румен Радев
- Президент Финляндии Тарья Халонен
- Президент Сербии Ана Брнабич
- Премьер-министры Шри Ланка Сиримаво Бандаранаике и Ранил Викрамасингхе
- Премьер-министр Бангладеш Шейх Хасина
- Лидер организации освобождения Палестины Ясир Арафат
- Директор ЦРУ Дэвид Петреус и Майкл Хайден
- Министр финансов России Григорий Явлинский
- Активистка прав женщин Манаси Прадхан
- Премьер-министр Малайзии Махатхир Мохамад
- Премьер-министр Непала Оли, Кхадга Прасад Шарма
- Президент Ганы Нана Акуфо-Аддо

### Актёры и музыканты
- Комедианты Конан О’Брайен, Стивен Фрай, Фрэнки Ховерд, Джим Боуэн, Джон Стюарт (телеведущий) и Дейв Шаппелл
- Британские актрисы Джуди Денч и Эмма Уотсон
- Британские актёры Иэн Маккеллен, Пирс Броснан, Юэн Макгрегор и Рассел Брэнд
- Актёры из "Игра престолов"  Кристиан Нэрн, Кит Харингтон, Джон Брэдли-Уэст и Джек Глисон
- Американские актёры Морган Фримен, Клинт Иствуд, Джонни Депп, Мартин Шин, Уоррен Битти, Марк Хэмилл
- Режиссёры Орсон Уэллс, Мартин Скорсезе, Баз Лурман, Уэс Андерсон
- Канадский актёр Лесли Нильсен
- Рок звёзды Джон Бон Джови, Джимми Пейдж, Джерард Уэй
- Поп звёзды Марина Диамандис, Майкл Джексон, Шакира, Little Mix, PSY, Алекс Джеймс, Super Junior
- Рэппер ASAP Rocky
- Певцы Элтон Джон, Билли Джоэл, Джеймс Блант, Эмели Санде, Барри Уайт
- Пианист Лан Лан
- Иллюзионист Дэвид Блейн
- Куклы Лягушонок Кермит и Дэвид Страссман
- Порно звёзды Рон Джереми и Сторми Дэниэлс
- Ведущие Джерри Спрингер и Джерри Фолвел.

### Авторы
- Писатели Филип Пулман, Салман Рушди и Джон Ле Карре
- Канадский клинический психолог Джордан Питерсон
- Журналисты Кристофер Хитченс, Алан Русбриджер, Роберт Пестон и Мэди Хасан
- Конспиролог Дэвид Айк
- Экономист Тома Пикетти
- Инженер Шилидзи Марвала
- Философ Славой Жижек

### Наука
- Учёные Стивен Хокинг, Альберт Эйнштейн и Роберт Уинстон
- Генетик Ричард Докинз
- Астронавт Базз Олдрин
- Бизнесмены Алан Шугар и Питер Тиль
- CEO Эрик Шмидт

### Спорт и мода
- Президент FIFA Йозеф Блаттер
- Новозеландский игрок в крикет Кейн Уильямсон
- Филиппинский боксёр Мэнни Пакьяо
- Футболисты Диего Марадона, Пол Гаскойн и Джефф Херст
- Рефери Найджел Оуэнс
- Игрок в теннис Борис Беккер
- Британский автогонщик "Формула 1" Джеки Стюарт
- Модели Алекса Чанг и Екатерина Елизарова
- Журналист моды, главный редактор американского Vogue Анна Винтур
- Дизайнеры одежды Томми Хилфигер, Пол Смит и Вивьен Вествуд

## Отменённые выступления
Несмотря на свою ассоциацию со свободой слова, в нескольких заметных случаях Общество отзывало своё приглашение противоречивых спикеров из-за публичного давления, давления лоббистов и из соображений безопасности.

### Джон Тиндалл
Дебаты в которых должен был участвовать лидер радикально правого движения Джон Тиндалл были встречены с кампанией сопротивления в 1988 году. Оппозиция плюс совет полиции не проводить эти дебаты из-за серии расово мотивированных терактов в Лондоне привели к отмене этих дебатов.

### Дэвид Ирвинг
Приглашение писателю и отрицателю Холокоста Дэвиду Ирвингу в участии в дебатах на тему цензуры в 2001 году было встречено с совместно организованной оппозиционной кампанией радикально левых, еврейских и антифашистских групп, с избранным лидерством в лице Оксфордского университетского студенческого профсоюза. Данная кампания добилась отмены приглашения. В результате собрания членов Дискуссионного общества и последующего собрания президиума Дискуссионного общества, постоянный комитет и президент Общества решили что дебаты будут отменены. Тем не менее, Ирвинг выступил на дебатах Общества в 2007 году.

### Филипп Ничке
В марте 2009 года общество отозвало своё приглашение активисту эвтаназии Филлипу Ничке, после того как Ничке уже принял приглашение. Ничке получил второе электронное письмо, отменяющее приглашение "в интересах того, чтобы прошли "честные дебаты" ", и что другие спикеры отказываются выступать вместе с ним.
Темой дебатов была легализация эвтаназии, сфера в которой Ничке имеет видную репутацию. Причина, которую дал президент Общества Кори Диксон была в том, что два других спикера "не согласны с его специфической позицией об эвтаназии."
По словам Диксона, спикерами, которые успешно надавили на Общество, чтобы изъять приглашение Ничке, были британский активист эвтаназии Майкл Ирвин и человек, чей брат совершил эвтаназию. Однако, Ирвин позже отрицал своё причастие к этому.
Дискуссионное общество затем опубликовало заявление, объясняющее своё решение: "Административное решение было совершено чтобы обеспечить наличие трёх спикеров на каждой стороне дебатов, что было бы сложным при присутствии Ничке. В интересах Общества всегда обеспечивать сбалансированные дебаты с как можно большим широким спектром мнений. Здесь, возможно, произошло недопонимание между нашим Обществом и Ничке. Мы надеемся, что мы никого не оскорбили. Дискуссионное общество Оксфордского университета - политически нейтральная организация, и не имеет никаких мнений относительно взглядов Ничке.
Ничке прокомментировал: "Это известное общество имеет долгую традицию защиты свободы слова. Предположить, что мои взгляды на темы проблем конца жизни неуместны только потому, что я верю, что все рациональные пожилые люди должны иметь доступ к лучшей информации насчёт эвтаназии, не достойны веры."

## Скандалы

### Дебаты "Король и страна"
Дискуссионное общество Оксфордского университета давно ассоциируется со свободой слова, наиболее известный случай это дебаты на тему "Эта палата считает что она ни под никакими условиями не должна бороться за своего Короля и страну" в 1933 году. Дебаты поляризовали страну, газета Daily Telegraph даже выпустила статью с заголовком "Предательство в Оксфордском университете: реверанс в сторону коммунистов".
Несколько известных членов Общества (включая Рэндольфа Черчилля) попытались предотвратить проведение этой темы, а затем удалить результаты этих дебатов из протокола. Эти попытки были предотвращены на собрании, на котором присутствовало больше людей, чем в оригинальных дебатах. Сэр Эдвард Хит в своих мемуарах рассказал что за этот поступок Рэндольфа Черчилля преследовали студенты по территории Оксфорда с желанием снять с него штаны, чтобы унизить, а затем его оштрафовала полиция за незаконную парковку.

### О.Джей Симпсон
В мае 1996 года президент Общества Пол Кенвард пригласил О.Джей Симпсона для выступления перед Обществом, что стало его первым публичным появлением со времени скандального суда, где он был обвинён в убийстве своей бывшей жены Николь Браун Симпсон и её друга Рона Голдмана в 1994 году. Выступая в течение 90 минут перед 1300 студентами, Симпсон обсуждал тему расизма в полицейском департаменте Лос-Анджелеса и выразил сожаление о домашнем насилии которому он подвергал свою бывшую жену Николь Браун.
Пол Кенвард уверил О.Джея что его выступление не будет записываться. Однако Крис Филипп (сейчас член британского парламента от консервативной партии, тогда студент 2 курса Оксфордского университета и редактор студенческой газеты "Cherwell") был оштрафован на 50 фунтов за продажу записанного текста дебатов и за помощь в продаже аудиокассеты с записью дебатов для ТВ каналов.

### Дэвид Ирвинг/Ник Гриффин
В ноябре 2007 года, президент Люк Трайл создал скандал, пригласив отрицателя Холокоста Дэвида Ирвинга и лидера Британской национальной партии Ника Гриффина, чтобы выступить на форуме Общества на тему свободы речи. Большинство студентов на совете проголосовало против приглашения. Из-за этого и из-за протестов других студентов было проведено голосование среди членов Общества, и в результате два к одному победила сторона приглашающая.
Вечером запланированных дебатов несколько сотен протестующих собрались перед зданиями Общества, выкрикивая антифашистские лозунги и позже мешали гостям и членам Общества войти в здание. Около 20 протестующих смогли прорваться через охрану и попытались проникнуть в основную палату. Члены общества не дали им войти, удерживая двери палаты. Работники сказали пропустить их, и протестующие провели сидячий протест, мешая провести полноценные дебаты по соображениям безопасности. Из-за нехватки охраны некоторые студенты взяли на себя обязанности по контролю за порядком, в одном случае предотвратив драку между протестующим и зрителем дебатов, затем помогли полиции вывести протестующих из главного зала. Один из протестующих в интервью BBC рассказал что протестующие играли музыку на пианино и танцевали на кресле президента Общества, хотя достоверность последнего подвергается сомнению свидетелями дебатов. Маленькие дебаты в конце концов были проведены с Ирвингом и Гриффином в отдельных комнатах, в свете критики того, что полиция и представители Общества не предугадали масштабы волнений которые возникли из-за противоречивого приглашения. Президент Оксфордского студенческого профсоюза Мартин МакКласки с осуждением высказался о решении провести дебаты, утверждая что предоставление платформы Ирвингу и Гриффину для их экстремальных взглядов дало им незаслуженную легитимность.
После события некоторые, включая Члена парламента от Оксфорда Эвана Харриса, критиковали политику "Нет Платформе" принятую Оксфордским студенческим профсоюзом.

### Марин Ле Пен
В феврале 2015 года, президент Общества Лиза Виден пригласила Марин Ле Пен, лидера правоконсервативной националистической партии Национальный фронт, выступить перед Обществом, в виду популярности Национального фронта во французских опросах на тот момент. Это вызвало полемику с обвинениями Ле Пен в поддержке антисемитизма и исламофобии. Речь прошла как и планировалась, хотя была задержана протестующими, блокировавшими главный вход Общества и краткосрочно ворвавшихся в здание. В общей сумме, на протесты пришло 400 человек. Реакция Дискуссионного общества вызвала значительные споры с заявлениями, что Дискуссионное общество косвенно поддержало протестующих и не соответствующе отреагировало на угрозы насилия в адрес членов Общества, которые пытались посетить выступление Марин.